# 麻姑仙坛记

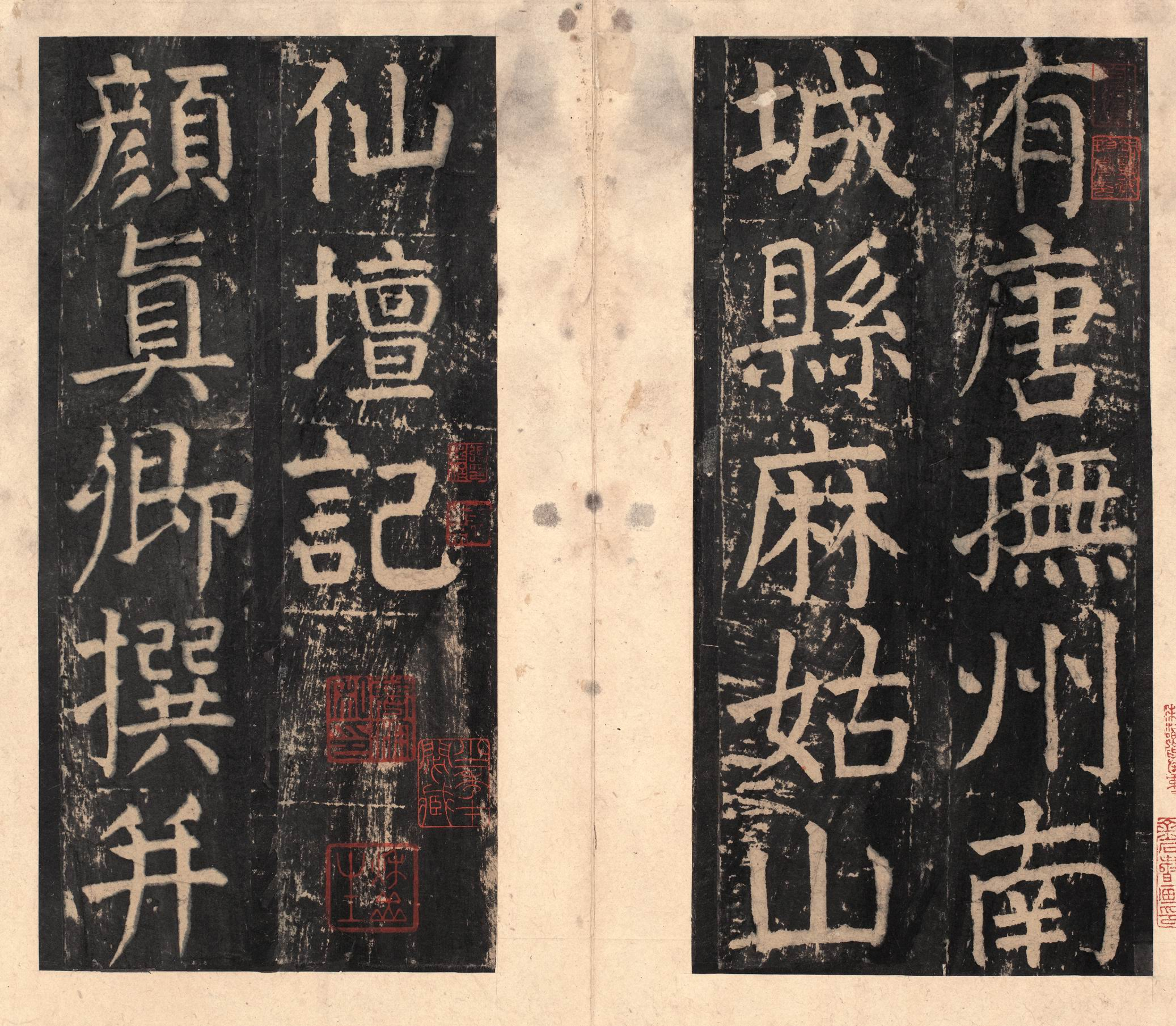
宋拓颜真卿大字麻姑仙坛记

《麻姑仙坛记》（全称《有唐抚州南城县麻姑山仙坛记》），俗謂《麻姑帖》，是唐朝书法家颜真卿，年六十三時所書，號稱真卿楷書代表之作，有人稱此帖是天下第一楷書，但清代考據學者遍尋眾書，不見此說。今日普遍認為歐陽詢《醴泉銘》乃正書第一。
大历六年四月，真卿在抚州刺史任上，因仕途受挫，故而心向道教與佛教，游览南城县麻姑山，撰文记述麻姑得道成仙之事，刻文在江西建昌府南城县西南二十二里山顶。麻姑是道教著名的女仙，在瑤池服侍西王母。

## 文献版本
传此帖本有大、中、小三种，因原石均佚，故难寻佳本。传世宋刻本就有张之洞、何子贞、端方、罗振玉藏本和戴熙、赵之谦跋本等数种。马子云《碑帖鉴定》称：「闻何绍基(子贞)藏宋拓本，后为颜韵伯藏，现不知为何人所藏。又称原石为雷火所破，元建昌知府梁伯达重建。然元刻本今也罕见。以后又有唐晏云本，忠义堂何氏本、黄氏本，惟唐氏刻本最善，何氏本最劣。《校碑随笔》云：上海原石石印本，即罗振玉所藏，有张廷济跋，现也不知存于何处。」

## 全文
有唐抚州南城县麻姑山仙坛记，颜真卿撰并书。
麻姑者，葛稚川《神仙传》云：王远，字方平。欲东之括苍山，过吴蔡经家，教其尸解如蛇蝉也。经去十余季（通年，下同），忽还，语家言：“七月七日王君当来过。”到期日，方平乘羽车；驾五龙各异色；旌旗导从；威仪赫弈如大将也。既至，坐须臾，引见经父兄。因遣人与麻姑相闻，亦莫知麻姑是何神也。言：“王方平敬报，久不行民间，今来在此，想麻姑能暂来”。有顷，信还。但闻其语，不见所使人。曰：“麻姑再拜，不见忽已五百余季。尊卑有序，修敬无阶。思念久烦信呈。在彼登山（应作：当）颠（应作：倾）倒。而先被记当按行蓬莱，今便暂往，如是便还。还即亲观，愿不即去。”如此两时间，麻姑来。来时不先闻人马声。既至，从官当半于方平也。麻姑至，蔡经亦举家见之。是好女子，季十八九许，顶中作髻，余发垂之至腰。其衣有文章而非锦绮，光彩耀日，不可名字，皆世所无有也。得见方平，方平为起立。坐定，各进行厨。金盘玉杯，无限美膳，多是诸华而香气达于内外。擗麟脯行之。麻姑自言：“接侍以来，见东海三为桑田。向闻蓬莱水浅于往者，会时略半也。岂将复还为陆陵乎？”方平笑曰：“圣人皆言，海中行复扬尘也。”麻姑欲见蔡经母及妇。经弟妇新产数十日，麻姑望见已知，曰：“噫！且止，勿前。”即求少许米，便以掷之坠地，即成丹砂。方平笑曰：“姑故季少。吾（老）了，不喜复作此曹狡猾变化也。”麻姑手似鸟爪，蔡经心中念言：“背蛘时，得此爪以杷背，乃佳也。”方平已知经心中念言，即使人牵经，鞭之曰：“麻姑者神人。汝何谓其爪可以杷背耶？”见鞭著经背，亦不见有人持鞭者。方平告经曰：“吾鞭不可安得也。”
大历三季，真卿刺抚州，按《图经》，南城县有麻姑山，顶有古坛，相传云麻姑于此得道。坛下南有池，中有红莲，近忽变碧，今又白矣。池北下坛旁有杉松，松皆偃盖。时闻步虚钟磬之音。东南有瀑布，淙下三百余尺。东北有石崇观，高石中犹有螺蚌壳，或以为桑田所变。西北有麻源，谢灵运《诗题入华子》“冈是麻源第三谷”，恐其处也。源口有神，祈雨辄应。开元中道士邓紫阳于此习道，蒙召入大同殿修功德。廿七季，忽见虎驾龙车，二人持节于庭中。顾谓其友竹务猷曰：“此迎我也，可为吾奏愿，欲归葬本山。”仍（乃）请立庙于坛侧，玄宗从之。天宝五载，投龙于瀑布，石池中有黄龙现。玄宗感焉，乃命增修仙宇、真仪、侍从、云鹤之类。
於戏！自麻姑发迹于兹岭，南真遗坛于龟源、华姑表异于井山。今女道士黎琼仙，季八十而容色益少；曾妙行梦琼仙而飡华绝粒；紫阳侄男曰德诚，继修香火；弟子潭仙严，法篆尊严；而史玄洞、左通玄、邹玉华皆清虚服道。非夫地气殊异、江山炳灵，则何由纂懿流光若斯之盛者矣？真卿幸承余烈，敢刻金石而志之，时则六季夏四月也。